# Primitiva del lenguaje
En computación, una  Primitiva del lenguaje  es un elemento más simples disponibles en un lenguaje de programación. Una primitiva es la unidad de procesamiento más pequeña disponible para un programador, o puede ser un elemento atómico de expresión en un lenguaje.
Una primitivo es una unidad con un significado y un valor semántico en el lenguaje. Por consiguiente, en un parseo, son diferentes de los tokens los cuales son los elementos más pequeños de la sintaxis.

## Niveles de primitivos en máquina
Una instrucción máquina, usualmente generada por un programa ensamblador, frecuentemente es considerada la unidad de proceso más pequeña, aunque este no siempre es el caso. Generalmente desarrolla lo que es percibido como una sola operación, tales como copiar un byte o una cadena de bytes de un lugar de memoria a otra, o la adición de un registro a otro.

## Micro códigos primitivos
Muchas de las computadoras de hoy en día, en realidad representan una unidad de proceso aún más baja conocida como micro código el cual interpreta el “código de máquina”, y es entonces que las instrucciones del microcódigo se desempeñan como primitivos genuinos. Esas instrucciones por lo general están disponibles para modificación solo por los programadores de hardware.

## Lenguaje primitivo de alto nivel
Un lenguaje de programación de alto nivel (HLL), por sus siglas en inglés, se compone de declaraciones discretas y tipos de datos primitivos que también pueden ser tomados para desarrollar una sola operación o representar un solo dato,  pero a un nivel semántico superior a los fijados por la máquina. Copiar un dato de un lugar a otro en realidad puede involucrar muchas instrucciones máquina que, por ejemplo:
•	Calcula la dirección de ambos operandos en memoria, basado en sus posiciones sin una estructuras de datos.
•	Convierte de un tipo de dato a otro.
Antes de que
•	Lleva la operación final de almacenamiento al destino.
Algunas declaraciones de HLL, en particular aquellas que involucran ciclos, pueden generar miles o incluso millones de primitivos en un lenguaje de bajo nivel  – el cual comprende la instrucción de longitud que el procesador tiene que ejecutar en el nivel más bajo. Esta percepción ha sido referida como la “Sanción de abstracción”.

## Lenguajes primitivos interpretados
Una declaración de lenguaje interpretado tiene similitudes con los primitivos de HLL, pero con una “capa” adicional. Antes de que la declaración pueda ser ejecutada de una manera similar a una declaración de HLL, primero, tiene que ser procesado por un intérprete, proceso que puede involucrar muchos primitivos en el lenguaje máquina.

## Cuarta y quinta generación de programación de lenguajes primitivos
La cuarta (4gls) y quinta (5gls) generación de lenguajes programados no tienen una correspondencia (una a varias) simple a niveles primitivos (alto a bajo).Hay varios elementos de lenguajes primitivos interpretados que están adaptados en las especificaciones de 4gl y 5gl, pero el enfoque al problema original es menos que un lenguaje de procedimiento constructor y esta más orientado hacia la resolución de problemas y la ingeniería de sistemas.